# Albrekt III av Sachsen-Meissen
Albrekt "den djärve", född 17 juli 1443 i Grimma, död 12 september 1500 i Emden, var hertig av Sachsen och regerade från 1464 till sin död. Från 1472 var han även hertig av Sagan i Nedre Schlesien. Han blev markgreve av Meissen och räknas där som Albrekt III. Efter honom uppstod den albertinska linjen av huset Wettin.

## Biografi
Albrekt var son till Fredrik den saktmodige. Som 12-åring blev han tillsammans med sin äldre bror Ernst kidnappad i det sachsiska prinsrovet. Därefter var han vid kejsar Fredrik III:s hov. Efter deras fars död år 1464 delade bröderna regeringen. Albrekt tjänade kejsaren som militär och ledde 1475 ett krig mot Karl den djärve av Burgund. Karls dotter Maria gifte sig två år senare med Fredriks son Maximilian I, som ärvde hennes besittningar, inklusive de burgundiska Nederländerna, men det blev en revolt mot honom. Kejsaren skickade 1488 Albrekt till Nederländerna. Albrekt befriade Maximilian som hade hållits fånge i Brygge och blev ståthållare av Nederländerna till Fredriks död 1493.
År 1485 fullföljdes arvsdelningen efter fadern: Sachsen delades i den södra albertinska grenen Sachsen-Meissen och den norra ernestinska grenen Sachsen-Wittenberg. Brodern Ernst förblev kurfurste av Sachsen och fick hertigdömet Sachsen-Wittenberg, med Torgau som residensstad, Albrekt fick den södra delen Sachsen-Meissen, med Dresden som residensstad. Albrekt efterträddes som hertig av sin son Georg.